# 1950
1950. је била проста година.

## Догађаји

### Јануар
- 31. јануар — Председник САД Хари Труман објавио је да је наложио производњу хидрогенске бомбе.

### Фебруар
- 9. фебруар — Сенатор Џозеф Макарти је одржао говор у ком је оптужио Стејт департмент да је пун комуниста, покренувши период политичких прогона познат као макартизам.

### Март
- 1. март — У суђењу које је трајало мање од 90 минута, немачко-британски физичар Клаус Фукс је осуђен за кршење Закона о државним тајнама за одавање Совјетском Савезу информација о пројекту Менхетн.

### Април
- 24. април — Формирана држава Јордан спајањем краљевине Трансјорданија и Палестине под јорданском окупацијом.

### Мај
- 9. мај — Министар иностраних послова Француске Робер Шуман упутио позив за помирење Француске и Немачке и предложио стварање Заједнице за угаљ и челик, претходнице Европске уније.

### Јун
1.jun Erupcija vulkana Mauna Loa na ostrvu Hawai u Americi.
- 25. јун — Нападом севернокорејских трупа на Републику Кореју почео Корејски рат.
- 27. јун — Скупштина тадашње ФНРЈ усвојила „Основни закон о управљању државним привредним предузећима и вишим привредним удружењима од стране радних колектива“, што је означило почетак увођења радничког самоуправљања, које ће у Југославији трајати наредне четири деценије.

### Август
- 20. август — У Дубровнику (ФНРЈ) је отворена 9. шаховска олимпијада. То је прва шаховска олимпијада која је организована после 11 година паузе, настале првенствено због Другог светског рата, али и каснијих неспоразума у Међународној шаховској организацији (ФИДЕ) насталих углавном из политичких разлога, као манифестација блоковске поделе и последица Хладног рата.

### Септембар
- 11. септембар — У Дубровнику (ФНРЈ) је затворена 9. шаховска олимпијада. Златну медаљу освојила је екипа домаћина — Југославија, сребро је освојила Аргентина, док је бронзана медаља припала репрезентативцима Западне Немачке. Иначе, то је било прво спортско такмичење на којем се појавила репрезентација Западне Немачке.

### Октобар
- 7. октобар — Почела Кинеска инвазија Тибета.

### Децембар
- 2. децембар — Одлуком Уједињених нација бивша италијанска колонија Еритреја ушла је у састав Етиопије као аутономна област.

### Датум непознат
- Википедија:Непознат датум — Званично започело „радничко самоуправљање“ над имовином одузетом од предратних власника.
- Википедија:Непознат датум — Викентије Проданов, проглашен за патријарха српског

## Рођења

### Јануар
- 15. јануар — Морис Тресор, француски фудбалер[1]
- 18. јануар — Жил Вилнев, канадски аутомобилиста, возач Формуле 1 (прем. 1982)[2]
- 18. јануар — Дино Менегин, италијански кошаркаш[3]
- 19. јануар — Жарко Зечевић, српски кошаркаш и спортски радник
- 22. јануар — Љубивоје Јовановић, српски академски сликар[4]
- 23. јануар — Милан Ерак, српски глумац (прем. 1995)[5]
- 24. јануар — Зоран Лаловић, српски музичар и музички продуцент, најпознатији као суоснивач и певач групе Краљевски апартман (прем. 2015)[6]
- 24. јануар — Данијел Отеј, француски глумац, редитељ и сценариста[7]
- 26. јануар — Ратислав Ђелмаш, српски бубњар (прем. 2021)
- 29. јануар — Ен Џилијан, америчка глумица[8]

### Фебруар
- 3. фебруар — Морган Ферчајлд, америчка глумица.
- 3. фебруар — Памела Франклин, британска глумица[9]
- 6. фебруар — Бранимир Ђокић, српски естрадни уметник и уметнички руководилац Народног ансамбла РТС-а
- 10. фебруар — Марк Спиц, амерички пливач[10]
- 12. фебруар — Мајкл Ајронсајд, канадски глумац[11]
- 13. фебруар — Питер Гејбријел, енглески музичар и музички продуцент[12]
- 14. фебруар — Јосипа Лисац, хрватска музичарка
- 18. фебруар — Џон Хјуз, амерички редитељ, сценариста и продуцент (прем. 2009)[13]
- 18. фебруар — Сибил Шеперд, америчка глумица, певачица и модел[14]
- 22. фебруар — Џули Волтерс, енглеска глумица и књижевница[15]
- 22. фебруар — Џулијус Ирвинг, амерички кошаркаш[16]
- 25. фебруар — Јурица Јерковић, хрватски фудбалер (прем. 2019)[17]

### Март
- 8. март — Сеид Мемић Вајта, босанскохерцеговачки музичар и забављач, певач групе Тешка индустрија[18]
- 9. март — Милић Вукашиновић, српски музичар[19]
- 11. март — Боби Макферин, амерички музичар и диригент[20]
- 12. март — Хавијер Клементе, шпански фудбалер и фудбалски тренер[21]
- 13. март — Вилијам Х. Мејси, амерички глумац, редитељ, сценариста и продуцент[22]
- 16. март — Кејт Нелиган, канадска глумица[23]
- 18. март — Бред Дуриф, амерички глумац[24]
- 20. март — Вилијам Херт, амерички глумац (прем. 2022)[25]
- 22. март — Горан Бреговић, српски музичар[26]
- 26. март — Алан Силвестри амерички композитор[27]
- 26. март — Мартин Шорт, канадско-амерички глумац, комичар, певач и сценариста[28]
- 30. март — Роби Колтрејн, шкотски глумац и писац (прем. 2022)[29]

### Април
- 4. април — Кристина Лати, америчка глумица[30]
- 5. април — Предраг Манојловић, српски глумац[31]
- 5. април — Агнета Фелтског, шведска музичарка и глумица, најпознатија као чланица групе [32]
- 8. април — Миленко Павлов, српски глумац[33]
- 10. април — Еди Хејзел, амерички музичар, најпознатији као гитариста и певач фанк колектива Parliament-Funkadelic (прем. 1992)[34]
- 13. април — Рон Перлман, амерички глумац[35]
- 13. април — Вилијам Садлер, амерички глумац[36]
- 14. април — Предраг Јовановић, српски рок певач, познатији као [37]
- 16. април — Драган Мићаловић, српски глумац (прем. 2017)[38]
- 18. април — Григорије Соколов, руски пијаниста[39]
- 20. април — Александар Лебед, совјетски и руски официр и политичар
- 23. април — Ђурђица Барловић, хрватска певачица (прем. 1992)
- 28. април — Џеј Лено, амерички комичар, глумац, телевизијски водитељ, писац и продуцент[40]

### Мај
- 1. мај — Џон Дил, амерички глумац.[41]
- 1. мај — Ден Флорек, амерички глумац.[42]
- 2. мај — Мухарем Сербезовски, македонско-босанскохерцеговачки певач, писац, преводилац и политичар
- 8. мај — Ристо Кубура, српски новинар, књижевник и публициста (прем. 2014)
- 10. мај — Миодраг Крстовић, српски глумац[43]
- 12. мај — Габријел Берн, ирски глумац, редитељ, сценариста и писац[44]
- 13. мај — Стиви Вондер, амерички музичар и музички продуцент[45]
- 17. мај — Јанез Дрновшек, словеначки политичар (прем. 2008)[46]
- 27. мај — Ди Ди Бриџвотер, америчка музичарка[47]
- 31. мај — Богдан Ђуричић, српски биохемичар, декан Медицинског факултета Универзитета у Београду, академик САНУ (прем. 2008)[48]

### Јун
- 2. јун — Момчило Вукотић, српски фудбалер и фудбалски тренер (прем. 2021)[49]
- 3. јун — Сузи Кватро, америчка музичарка и глумица[50]
- 13. јун — Катица Жели, српска глумица[51]
- 13. јун — Раде Марјановић, српски глумац[52]
- 13. јун — Радомир Михаиловић Точак, српски музичар, најпознатији као гитариста и оснивач групе Смак[53]
- 15. јун — Иван Голац, српски фудбалер и фудбалски тренер[54]
- 19. јун — Дарија Николоди, италијанска глумица, сценаристкиња и продуценткиња (прем. 2020)[55]
- 21. јун — Џои Крејмер, амерички музичар, најпознатији као бубњар групе Aerosmith[56]

### Јул
- 9. јул — Виктор Јанукович, бивши председник и премијер Украјине[57]
- 9. јул — Адријано Паната, италијански тенисер[58]
- 19. јул — Сима Аврамовић, српски правник и универзитетски професор[59]
- 19. јул — Драган Сакан, оснивач и креативни директор компаније Њу Момент (прем. 2010)
- 22. јул — Жарко Требјешанин, српски психолог[60]
- 24. јул — Јадранка Стојаковић, босанскохерцеговачка музичарка (прем. 2016)[61]

### Август
- 11. август — Стив Вознијак, амерички рачунарски инжењер, програмер и предузетник, суоснивач компаније Епл[62]
- 15. август — Принцеза Ана, члан британске краљевске породице[63]
- 16. август — Неда Украден, српска певачица[64]
- 16. август — Мирко Цветковић, српски економиста и политичар, премијер Србије (2008—2012)[65]
- 23. август — Миљенко Дерета, српски редитељ, сценариста и активиста невладиног сектора (прем. 2014)[66]

### Септембар
- 4. септембар — Александар Берчек, српски глумац[67]
- 4. септембар — Радмило Иванчевић, српски фудбалски голман и фудбалски тренер[68]
- 7. септембар — Џули Кавнер, америчка глумица и комичарка[69]
- 10. септембар — Џо Пери, амерички музичар, најпознатији као суоснивач и гитариста групе [70]
- 18. септембар — Мирослав Лазански, српски новинар, војнополитички коментатор и писац (прем. 2021)[71]
- 21. септембар — Бил Мари, амерички глумац, комичар, сценариста, продуцент, редитељ и певач[72]
- 27. септембар — Кари-Хиројуки Тагава, јапанско-америчко-руски глумац и продуцент[73]
- 30. септембар — Лаура Ескивел, мексичка списатељица, сценаристкиња и политичарка[74]

### Октобар
- 1. октобар — Ренди Квејд, амерички глумац[75]
- 2. октобар — Мајк Радерфорд, енглески музичар, најпознатији као суоснивач, гитариста и басиста група Genesis и Mike + The Mechanics[76]
- 6. октобар — Раде Ћалдовић, српски криминалац (прем. 1997)
- 7. октобар — Десимир Станојевић, српски глумац и певач (прем. 2020)[77]
- 8. октобар — Жужа Алмаши, мађарска клизачица на леду и тренер[78]
- 10. октобар — Нора Робертс, америчка књижевница[79]
- 16. октобар — Милош Бојанић, српски певач[80]
- 20. октобар — Том Пети, амерички музичар, музички продуцент и глумац (прем. 2017)[81]
- 25. октобар — Крис Норман, енглески музичар, најпознатији као певач групе [82]
- 31. октобар — Заха Хадид, британско-ирачка архитекткиња. (прем. 2016)[83]

### Новембар
- 2. новембар — Љубомир Љубојевић, српски шахиста[84]
- 7. новембар — Владислав Богићевић, српски фудбалер и фудбалски тренер[85]
- 7. новембар — Линдси Данкан, шкотска глумица[86]
- 15. новембар — Дејан Лучић, српски публициста и теоретичар завере[87]
- 22. новембар — Стивен ван Зант, амерички музичар, музички продуцент, глумац и активиста[88]
- 24. новембар — Злата Нуманагић, српска глумица[89]
- 28. новембар — Борис Бизетић, српски музичар, песник, комичар и ТВ водитељ[90]
- 28. новембар — Ед Харис, амерички глумац, продуцент, редитељ и сценариста[91]

### Децембар
- 10. децембар — Мирослав Илић, српски певач[92]
- 14. децембар — Вики Мишел, енглеска глумица и продуценткиња[93]
- 14. децембар — Миле Новковић, српски фудбалер[94]
- 20. децембар — Артуро Маркез, мексички композитор[95]
- 22. децембар — Зијах Соколовић, босанскохерцеговачки глумац и редитељ[96]
- 23. децембар — Висенте дел Боске, шпански фудбалер и фудбалски тренер[97]
- 24. децембар — Милутин Јевђенијевић, српски епизодни глумац[98]

### Непознат датум
- Живојин Андрејић, српски историчар

## Смрти

### Јануар
- 21. јануар — Џорџ Орвел, енглески књижевник[99]

### Фебруар
- 3. фебруар — Карл Сајц, аустријски политичар[100]
- 13. фебруар — Рафаел Сабатини, италијански књижевник[101]

### Март
- 11. март — Хајнрих Ман, немачки књижевник[102]
- 19. март — Едгар Рајс Бароуз, амерички књижевник[103]
- 30. март — Леон Блум, француски политичар[104]

### Април
- 8. април — Вацлав Нижински, руски балетан[105]

### Мај
- 7. мај — Гаврило Дожић, патријарх српски[106]
- 24. мај — Арчибалд Вејвел, британски фелдмаршал[107]

### Август
- 2. новембар — Џорџ Бернард Шо, ирски књижевник[108]

### Децембар
- 31. децембар — Карл Ренер, аустријски политичар и први канцелар те земље.[109]

## Нобелове награде
- Физика — Сесил Френк Пауел
- Хемија — Ото Паул Херман Дилс и Курт Алдер
- Медицина — Едвард Калвин Кендал, Тадеус Рајхштајн и Филип Шоволтер Хенч
- Књижевност — Бертранд Расел
- Мир — Ралф Банч
- Економија — Награда у овој области почела је да се додељује 1969. године